# Аткинс (Вирџинија)
Аткинс (енгл. Atkins) насељено је место без административног статуса у америчкој савезној држави Вирџинија.

## Демографија
По попису из 2010. године број становника је 1.143, што је 5 (0,4%) становника више него 2000. године.
| Група             | 2000.         | 2010.         |
| Белци             | 1.122 (98,6%) | 1.119 (97,9%) |
| Афроамериканци    | 0 (0,0%)      | 2 (0,2%)      |
| Азијати           | 0 (0,0%)      | 0 (0,0%)      |
| Хиспаноамериканци | 10 (0,9%)     | 12 (1,0%)     |
| Укупно            | 1.138         | 1.143         |